# Vương Phu Chi
Vương Phu Chi (1619–1692) là nhà sử học, triết học, sống vào cuối thời Nhà Minh và đầu thời Nhà Thanh.

## Tiểu sử
Vương Phu Chi sinh năm 1619 trong một gia đình khoa bảng tại huyện Hành Dương, tỉnh Hồ Nam, Trung Quốc. Ông bắt đầu sự nghiệp học hành bằng việc nghiên cứu văn tự Chữ Hán khi còn rất nhỏ. Ông vượt qua kì thi khoa bảng vào năm 24 tuổi, nhưng sự nghiệp ông đã có sự chuyển hướng bời cuộc xâm lược của Người Mãn, người sáng lập nên Nhà Thanh.
Là một người trung thành với nhà Minh, ông chống lại những kẻ xâm lược và dành phần lớn cuộc đời ở ẩn tại chân núi Thuyền Sơn. Ông mất vào năm 1693, nhưng không ai biết ông mất ở đâu và như thế nào. Phần lớn các công trình nghiên cứu của ông được tìm thấy tại núi Thuần Dương.